# 138016 Kerribeisser
138016 Kerribeisser è un asteroide della fascia principale. Scoperto nel 2000, presenta un'orbita caratterizzata da un semiasse maggiore pari a 2,4168228 au e da un'eccentricità di 0,2099165, inclinata di 3,88562° rispetto all'eclittica.